# Trường Trị
Trường Trị (tiếng Trung: 长治市), Hán Việt: Trường Trị thị, là một địa cấp thị tại tỉnh, Sơn Tây, Cộng hòa Nhân dân Trung Hoa. Diện tích: 13.864 km², trong đó nội thị là 345 km². Tổng dân số năm 2005 là 3.234.000 người, trong đó dân số thành thị là 680.000 người.

## Lịch sử
Thời Chiến Quốc, nước Hàn lập quận Thượng Đảng. Năm 221 TCN Tần Thủy Hoàng thống nhất Trung Quốc, quận Thượng Đảng trở thành một trong 36 quận của nhà Tần khi đó. Thời kỳ đầu nhà Đường đổi tên thành Lộ Châu. Đường Minh Hoàng Lý Long Cơ thời trẻ từng nhậm chức biệt giá phủ Lộ Châu. Thời Minh lập ra phủ Long Đức, trụ sở đặt tại huyện Trường Trị. Năm 1945 huyện Trường Trị chia ra để thành lập huyện Trường Trị mới và thành phố cấp huyện Trường Trị. Cùng năm, nội chiến quốc cộng khởi phát tại chiến dịch Thượng Đảng. Cùng năm này Trường Trị trở thành nơi thành lập thành thị sớm nhất trong khu giải phóng của Đảng Cộng sản Trung Quốc. Sau đó Trường Trị cùng Tấn Thành đều thuộc về Tấn đông nam hành chính chuyên thự. Năm 1985 thực hành thị quản huyện chế. Năm 1989 Tấn đông nam hành thự bị triệt tiêu, phân chia ra thành Trường Trị và Tấn Thành, trong đó Trường Trị được phân quản 11 khu, huyện.

## Vị trí địa lý
Địa cấp thị Trường Trị về phía bắc và tây bắc tiếp giáp với Tấn Trung, phía tây tiếp giáp Lâm Phần, phía nam tiếp giáp với Tấn Thành, tất cả đều thuộc tỉnh Sơn Tây. Phía đông giáp với các tỉnh Hà Bắc và Hà Nam.

## Các đơn vị hành chính
Địa cấp thị Trường Trị quản lý các đơn vị thị hạt khu (quận) và các huyện:
1. Quận Lộ Châu (郊区)
2. Quận Lộ Thành (城区)
3. Quận Thượng Đảng (上党区)
4. Quận Đồn Lưu (屯留区)
5. Huyện Tương Viên (襄垣县)
6. Huyện Bình Thuận (平顺县)
7. Huyện Lê Thành (黎城县)
8. Huyện Hồ Quan (壶关县)
9. Huyện Trưởng Tử (长子县)
10. Huyện Vũ Hương (武乡县)
11. Huyện Thấm (沁县)
12. Huyện Thấm Nguyên (沁源县)